# Сомервилл, Джеймс
Сэр Джеймс Фаунс Сомервилл (англ. James Fownes Somerville; 17 июля 1882, Уэйбридж, графство Суррей, Британская империя — 19 марта 1949, Сомерсет, Британская империя) — британский адмирал времён Второй мировой войны.

## Биография
Джеймс Сомервилл родился в 1882 году в Уэйбридже (графство Суррей). 15 января 1897 года он поступил кадетом в Королевский флот, а 15 марта 1904 года получил звание лейтенанта. Сомервилл стал ведущим специалистом флота в области радиосвязи. Во время Первой мировой войны он участвовал в Дарданелльской операции и был награждён орденом «За выдающиеся заслуги».

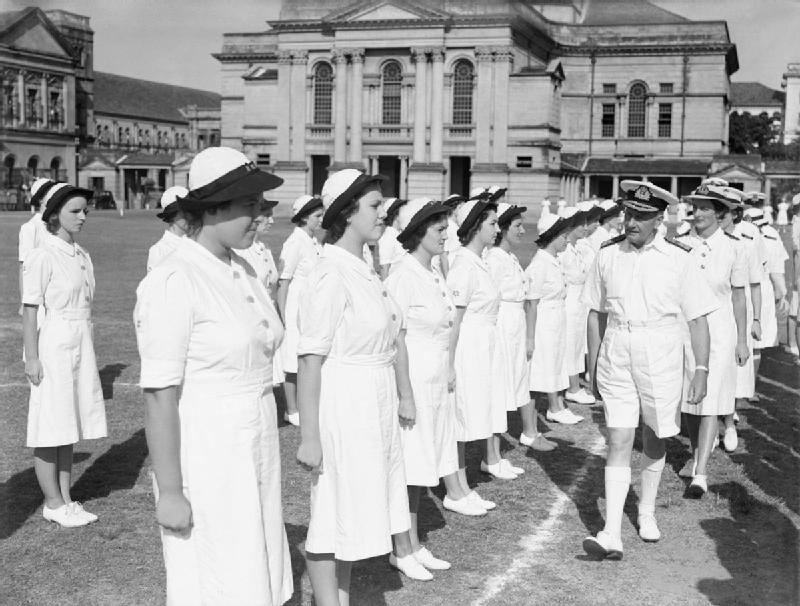
Сэр Джеймс Сомервиль, главнокомандующий Восточным флотом, осматривает членов женской Королевской военно-морской службы, служащих в составе Восточного флота, в Коломбо, Цейлон

После войны Сомервилл остался на службе, 31 декабря 1921 года получил звание кэптена и стал командовать линкором «Бенбоу». С 1925 по 1927 год Сомервилл служил начальником Отдела связи Адмиралтейства, в 1927 году стал флаг-капитаном адмирала Джона Келли, а с 1929 по 1931 годы был инструктором по военно-морскому делу в Имперском колледже обороны. В 1932 году он получил звание коммодора и стал начальником Флотских казарм в Портсмуте. 12 октября 1933 года получил звание контр-адмирала, с 1934 года возглавил Кадровую службу Адмиралтейства.
С 1936 по 1938 год Сомервилл командовал флотилией эсминцев Средиземноморского флота и в годы гражданской войны в Испании помогал прикрывать Мальорку от республиканцев. В 1938—1939 годах он был главнокомандующим Ост-Индской станции, а в 1939 году был вынужден уйти в отставку (у него ошибочно диагностировали туберкулёз).
После начала Второй мировой войны Сомервилл был вновь призван на службу, и стал работать в Отделе радаров. В мае 1940 года Сомервилл под командованием адмирала Бертрама Рамсея помогал организовывать дюнкеркскую эвакуацию.
После того, как было сформировано базирующееся в Гибралтаре Соединение H, Сомервилл получил под командование его флагман — линейный крейсер «Худ». После того, как 22 июня 1940 года маршал Петен подписал перемирие с Германией, Черчилль отдал приказ об уничтожении основной части французского флота. Несмотря на то, что внутренне Сомервилл считал этот приказ ошибочным, он его выполнил, и 3 июля 1940 года расстрелял французский флот в Мерс-эль-Кебире. В качестве командира Соединения H руководил боем у мыса Спартивенто (27.11.1940). 9 февраля 1941 года Сомервилл совершил рейд на Геную, а 26 мая 1941 года сыграл важную роль в потоплении германского линкора «Бисмарк» в Атлантике. Ему неоднократно приходилось организовывать прикрытие важных военных конвоев, шедших на Мальту и в Египет. За свои заслуги в деле командования Соединением H Сомервилл произведен в 1941 году в рыцари Ордена Британской империи (стал рыцарем большого креста в 1946 года).
В марте 1942 года Сомервилл был назначен главнокомандующим Восточным флотом. После падения Сингапура флот базировался в Тринкомали, однако Сомервилл был неудовлетворён тем, какую безопасность эта база могла обеспечить флоту, и приказал создать секретную базу для флота на атолле Адду в южной части Мальдивских островов. После занятия японцами Андаманских островов флот был переведён на Адду и в гавань Килинди возле Момбасы (Кения). Японский рейд в Индийский океан, совершённый в апреле 1942 года, продемонстрировал правильность действий Сомервилла. В 1944 году, после получения подкреплений, Сомервилл смог перейти в наступление и организовал ряд авианосных атак на оккупированную японцами Голландскую Ост-Индию.
Летом 1944 года Сомервилла на должности командующего Восточным флотом сменил адмирал Брюс Фрэзер. Два месяца спустя Сомервилл возглавил Делегацию Британского Адмиралтейства в Вашингтоне, оставаясь на этой должности до декабря 1945 года. 8 мая 1945 года он получил звание Адмирала флота.
После войны Соммервил вышел в отставку. В августе 1946 года он стал лордом-наместником Сомерсета, и жил в семейном поместье в Диндер-хаус, где и скончался в 1949 году.